# Elatostema sylvanum
Elatostema sylvanum là loài thực vật có hoa trong họ Tầm ma. Loài này được Ridl. mô tả khoa học đầu tiên năm 1925.